# E.M.D.
E.M.D. fue un grupo musical sueco formado por Erik Segerstedt, Mattias Andréadsson y Danny Saucedo activo desde 2007 hasta 2010. Los tres participaron en la adaptación sueca del reality musical Idols donde Erik y Danny quedaron finalista y sexto respectivamente en la edición de 2006 y Mattias quedó quinto en la temporada posterior.
Tras el programa televisivo, el trío debutó en el mundo de la música publicando un total de tres álbumes a lo largo de su carrera. En enero de 2009 se hicieron con un premio Grammy nacional por su sencillo: Jennie Let Me Love You
Al año siguiente anunciaron su retirada.

## Miembros
- Erik Segerstedt (20 de abril de 1983 en Uddevalla, Västra Götaland) participó en el reality musical Idol de 2006 cayendo eliminado en primera ronda.[2] Poco después firmaría con la discográfica Sony BMG con los que publicó su álbum debut: A Different Shade, el cual alcanzó el segundo puesto de la lista de ventas del país mientras que su sencillo: I Can't Say I'm Sorry encabezó la lista de sencillos.

- Mattias Andréadsson (29 de marzo de 1981 en Västerås, Västmanland) fue el único miembro de la edición de 2007, donde quedó en quinto lugar.[3] Tras su paso por el programa interpretó una versión de Your Song de Elton John que alcanzó el puesto 48 de la Sverigetopplistan.

- Daniel Gabriel Alessandro Saucedo Grzechowski, conocido artísticamente como Danny Saucedo (25 de febrero de 1986 en Estocolmo, Provincia de Estocolmo) fue el segundo miembro de la edición de 2006 como finalista. Es de origen boliviano por parte materna y polaco por parte paterna. Tras su salida del concurso publicó su primer sencillo: Öpnna Din Dörr del cantante Tommy Nilsson con la que alcanzó el vigesimocuarto puesto en la lista de sencillos del país. También ha compuesto para grupos como Alcazar y Pulse.

## Trayectoria
El grupo se formó en otoño de 2007. Su primer sencillo como trío fue una versión de All For Love interpretada originalmente por Bryan Adams, Rod Stewart y Sting; con el que alcanzaron el tercer puesto de la lista de sencillos en la semana del 20 de diciembre de aquel año.
Aprovechando el éxito que tuvieron con All For Love, en mayo de 2008 publicaron su primer álbum: A State of Mind debutando en el primer puesto del chart sueco.
En 2009 actuaron en el Melodifestivalen con el tema Baby Goodbye junto con cuatro grupos que actuaron en Leksand.
El 9 de noviembre de 2009 grabaron su segundo álbum: Välkommen hem. Este trabajo contenía temas navideños populares y que fue sacado a la venta con unidades limitadas.[cita requerida] Uno de los sencillos alcanzó el tercer puesto en la Sverigetopplistan.
En 2010 grabaron el que sería su tercer y último trabajo: Rewind con sencillos como Save Tonight (quinto en la Sverigetopplistan) y disponible en descargas digitales desde el 28 de mayo de 2010.
A finales de 2010, la banda anunció su separación.

## Discografía
- 2008: A State of Mind
  - 2009: A State of Mind (Deluxe Edition)
- 2009: Välkommen hem
- 2010: Rewind